# 大島正太郎
大島 正太郎（おおしま しょうたろう、1943年 9月20日 - ）は、日本の外交官。東京大学客員教授。内閣官房内閣審議官およびTPP関係国との協議担当政府代表、世界貿易機関(WTO)上級委員。東京都出身。大島寛一の子。

## 経歴
- 1959年 成城学園中学校卒業
- 1962年 成城学園高等学校卒業
- 1964年 カールトン大学留学（-1965年）
- 1968年 東京大学法学部卒業、外務省入省
- 1969年 アマースト大学留学（-1970年）
- 1970年 プリンストン大学ウッドロウ・ウィルソン公共・国際問題大学院留学（-1971年）
- 1997-2000年 外務省経済局長
- 2000-2001年 在サウジアラビア特命全権大使
- 2001-2002年 外務審議官（経済担当）
- 2002-2005年 在ジュネーブ国際機関日本政府代表部特命全権大使（世界貿易機関(WTO)一般理事会議長、紛争解決機関（DSB）議長に就任）
- 2005-2007年 在大韓民国特命全権大使
- 2007-2008年 国際貿易・経済担当兼査察担当特命全権大使
- 2008年 退官。東京大学公共政策大学院客員教授[2]、西村高等法務研究所客員上席研究員。世界貿易機関(WTO)上級委員（2012年5月まで[3]）。
- 2009年 政策研究大学院大学客員教授[4]
- 2012年5月- 内閣官房内閣審議官、TPP関係国との協議担当政府代表（2013年3月まで[5]）。
- 2013年5月 一般社団法人霞関会理事長
- 2013年6月 株式会社国際経済研究所代表取締役理事長[6]
- 2013年9月 法務省法曹有資格者の活動領域の拡大に関する有識者懇談会座長[7]
- 2021年4月 瑞宝重光章受章[8]。

## 入省同期
- 赤澤正人（元嘉悦大学長・神田外語大学長）
- 岡本行夫（元内閣官房参与・内閣総理大臣補佐官）
- 小川郷太郎（エイ・エフ・エス日本協会理事長・元イラク復興支援大使）
- 鏡武（中東調査会副理事長・元駐シリア大使）
- 小林秀明（元迎賓館長・東宮侍従長）
- 東郷和彦（元外務省欧亜局長・条約局長）
- 服部則夫（元OECD大使・外務報道官）
- 槙田邦彦（元駐シンガポール大使・外務省アジア大洋州局長）
- 馬渕睦夫（元防衛大学校教授・駐ウクライナ大使）
- 美根慶樹（元日朝国交正常化交渉日本政府代表・防衛庁参事官）

## 家族
- 祖父・大島堅造 ‐ 住友銀行重役
- 父・大島寛一 - 大蔵官僚、日本銀行理事。農林中央金庫副総裁、新日本製鉄監査役[9]
- 母・朗子 - 子爵阪谷希一の娘。植村泰忠の妻・春子は姉[9]。
- 姉・大島加寿子（1942-2007）[9] - 米国で活躍したジュエリーデザイナー[10]。1968年にニューヨーク大学演劇科に留学して以来当地で暮らし、食道癌により亡くなった[11]。